# Kràmpack
Kràmpack és una companyia de teatre catalana que va néixer el 1994. Més tard esdevé una empresa de produccions d'espectacles. Fundada per Joel Joan, Jordi Sànchez, Mònica Glaenzel i Elisenda Alonso.
Anomenada, Companyia l'Idiota, pren el nom definitiu de l'obra teatral Kràmpack, una de les primeres produccions de la companyia, escrita per Jordi Sánchez, que va ser adaptada al cinema.
Més tard, com a productora i ubicada a Barcelona, va estar al darrere de produccions com Plats bruts, sèrie televisiva que va emetre's a TV3 amb rècords d'audiències i que es va doblar al castellà per Vía Digital; i Excuses!, obra de teatre també adaptada al cinema (amb el mateix nom d'Excuses!) que va durar 6 mesos al Teatre Romea i de la qual se'n va fer una versió portuguesa.